# Lasse Nilsson
Fler personer som heter Lasse Nilsson, se Lars Nilsson
Lars "Lasse" Nilsson, föddes 3 januari 1982 i Borlänge, är en svensk före detta fotbollsspelare. Nilsson är sedan 2019 sportchef i Boråsklubben Norrby IF.

## Klubbkarriär
Han har tidigare spelat med IF Elfsborg, där han bland annat vann Allsvenskan 2012 och Svenska cupen 2003 och 2014. Under sin Elfsborgskarriär var Lasse Nilsson en stark bidragande faktor till de framgångar som klubben skördade. Cupfinalen 2003 gjorde han båda målen på Råsunda, mot Assyriska FF, vilka ledde till en 2−0-vinst.  Likaså cupfinalen 2014 blev han matchhjälte när han gjorde matchens enda mål mot Helsingborg IF på Friends Arena. Under den Allsvenska guldsäsongen 2012 kom Lasse Nilsson tvåa i IF Elfsborgs interna skytteliga på 7 mål. Utöver sin Allsvenska karriär med IF Elfsborg har Lasse Nilsson även spelat för SC Heerenveen, AS Saint-Étienne, AaB och Vitesse Arnhem. Under sina år i Nederländerna gjorde han sig ett namn, bland annat genom sitt internationella löpsteg samt säsongen 2006/2007 när han gjorde näst flest assist i Eredivise och trumfa stjärnor som Luiz Suárez, Klaas-Jan Huntelaar och Wesley Sneijder.
Den 31 mars 2015 förlängde Nilsson sitt kontrakt med Elfsborg fram över säsongen 2017. I januari 2018 skrev Nilsson på ett ettårskontrakt med Norrby IF. Efter säsongen 2018 avslutade han sin karriär.

## Landslagskarriär
Han debuterade i Sveriges landslag 2004 och gjorde två landskamper totalt.

## Privatliv
Nilsson är uppväxt i Borlänge. Han bor numera i Borås med fru och tre barn.